# محمد بن المستكفي
أبو الحسن محمد بن المستكفي ابن الخليفة العباسي المستكفي (944–946). وكان وليًا للعهد، وسُكَّت بعض العملات المعدنية في بغداد باسمه قبل أن يطيح البويهيون بوالده في أوائل عام 946.
فرَّ محمد إلى البلاط الإخشيدي في مصر ، ومن هناك أطلق حملة دعائية سرية ضد البويهيين والخليفة الذي نصبوه، المطيع. وفي هذا أخفى هويته الحقيقية، وادعى أنه المهدي، وحظيت رسائله على ما يبدو بقبول حسن من جانب السنة والشيعة في العراق، بما في ذلك بغداد نفسها. وتكثفت هذه الجهود بعد وفاة معز الدولة البويهي عام 967. دعاه سبكتكين العجمي إلى بغداد، ومنحه الحماية وكان ابن المستكفي يستعد للقيام بانقلاب باسمه، قبل أن تُكشف هويته ويُسلَّم إلى المطيع. ولم يعاقبه الخليفة بشدة، باستثناء الأمر بقطع أنفه، وبالتالي حرمانه من ولاية العهد؛ وفي النهاية تمكن محمد من الفرار، لكن آماله في الاستيلاء على العرش لم تتحقق أبدًا.